# John Spencer, 8. jarl Spencer
Edward John "Johnnie" Spencer, 8. jarl Spencer, MVO (født 24. januar 1924 – død 29. marts 1992), kendt som Viscount Althorp indtil 1975, var en britisk adelsmand, der var far til Diana, prinsesss af Wales.

## Forældre
John Spencer var søn af Albert Spencer, 7. jarl Spencer (1892–1975) og Cynthia Hamilton, grevinde Spencer (1897–1972).

## Familie
John Spencer var gift to gange. I sit første ægteskab med Frances Shand Kydd (1936–2004) blev han far til fem børn, deriblandt Diana, prinsesse af Wales (1961–1997) og Charles Spencer, 9. jarl Spencer (født 1964).